# Mount Mackenzie (Revelstoke)
Mount Mackenzie är ett berg i Kanada.   Det ligger i provinsen British Columbia, i den centrala delen av landet, 3 200 km väster om huvudstaden Ottawa. Toppen på Mount Mackenzie är 2 461 meter över havet, eller 579 meter över den omgivande terrängen. Bredden vid basen är 5,9 km. Mount Mackenzie ingår i Columbia Mountains.
Terrängen runt Mount Mackenzie är bergig åt nordväst, men åt sydost är den kuperad. Trakten runt Mount Mackenzie är nära nog obefolkad, med mindre än två invånare per kvadratkilometer.. Närmaste större samhälle är Revelstoke, 8,4 km väster om Mount Mackenzie.
I omgivningarna runt Mount Mackenzie växer i huvudsak barrskog.